# Jan Voorhoeve (burgemeester)
Jan Voorhoeve (Vroomshoop, 7 december 1901 – Doorwerth, 25 mei 1990) was een Nederlands politicus.
Hij werd geboren in de Overijsselse gemeente Den Ham als zoon van Hendrik Willem Adriaan Voorhoeve (1867-1944, predikant) en Johanna Cornelia Haspels (1869-1961). J. Voorhoeve was commies 1e klasse ter secretarie in Weesp voor hij midden 1955 benoemd werd tot burgemeester van de gemeenten Everdingen en Hagestein. Bijna twaalf jaar later, in januari 1967, ging hij daar met pensioen. Voorhoeve overleed in 1990 op 88-jarige leeftijd.